# Allium tuvinicum
Allium tuvinicum — вид рослин з родини амарилісових (Amaryllidaceae); поширений у Казахстані, Сибіру й Монголії.

## Опис
Цибулини по 3–8 сидять на висхідному кореневищі, яйцювато-конічні; зовнішні оболонки фіолетові. Стеблина до 20 см заввишки, пряма, злегка підводиться. Листків 3–5, скупчені біля основи стебла, напівциліндричні, 1–2 мм шириною, зазвичай не перевищують 1/2 висоти стебла. Зонтик напівкулястий, густий. Квітконіжки рівні або в 1.5 рази довші від оцвітини. Листочки оцвітини 2–4(5) мм довжиною, жовті, з рожевою жилкою, подовжено-еліптичні, тупо загострені. 2n=16.

## Поширення
Поширений у південному Сибіру, Монголії.
Зростає на щебенистих і кам'янистих схилах.